# Narcyz

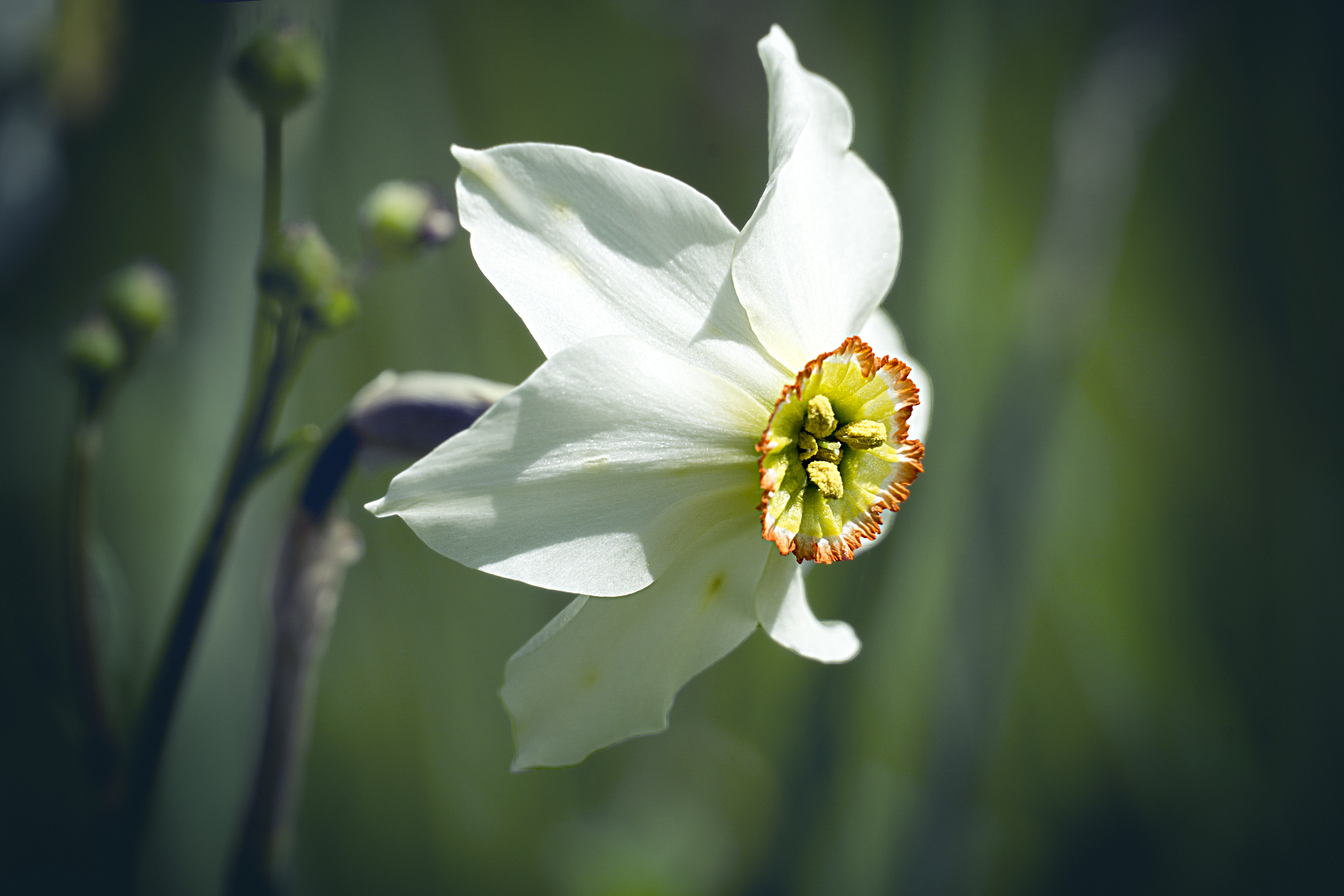
Narcyz biały

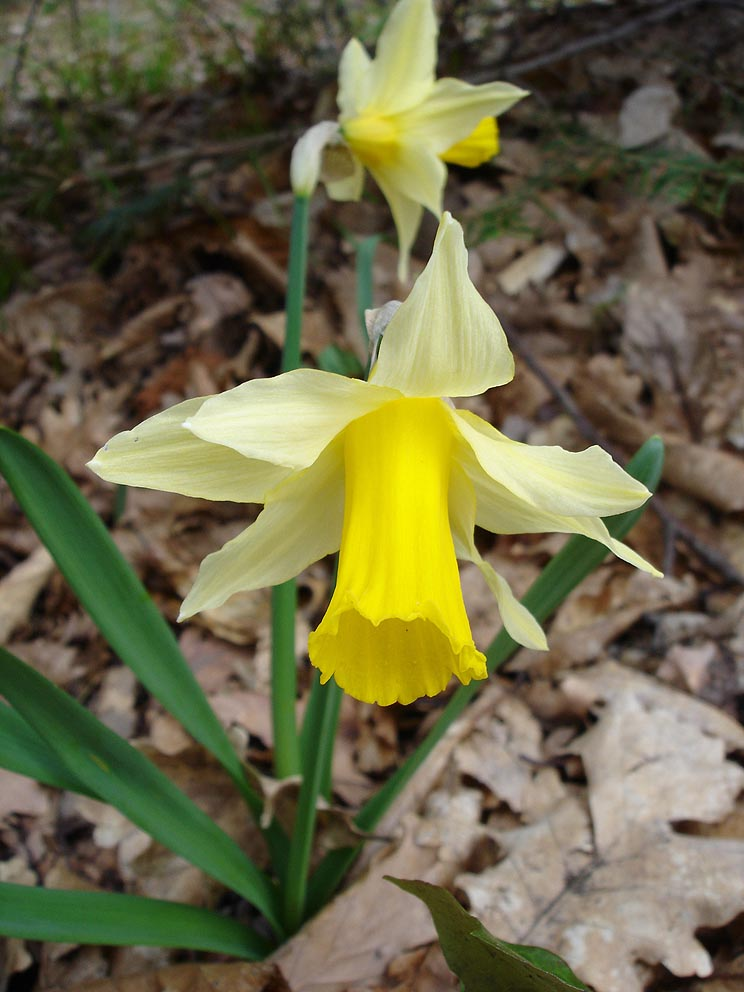
Narcyz trąbkowy

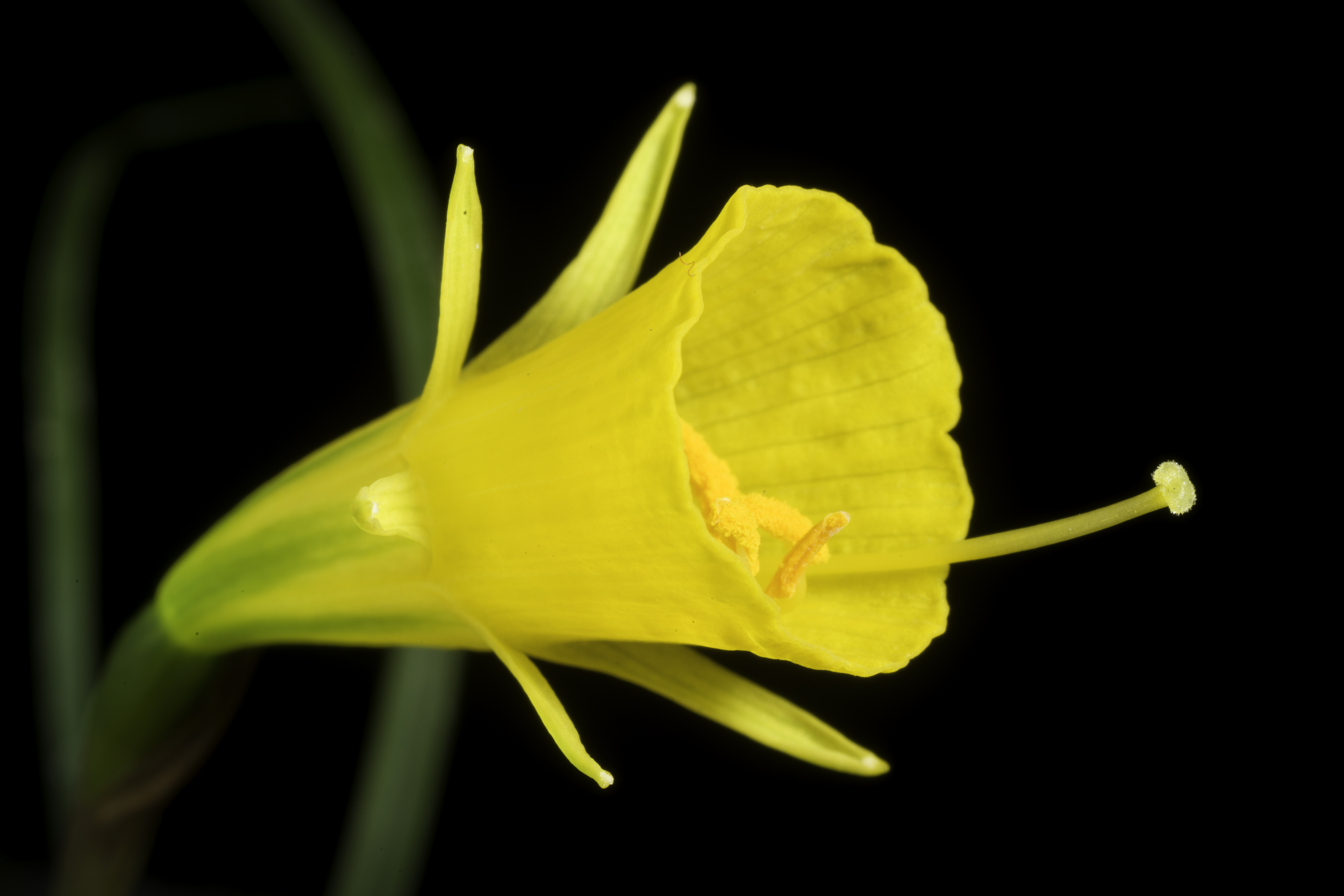
Narcyz łuskowaty

Narcyz (Narcissus L.) – rodzaj roślin należący do rodziny amarylkowatych. Obejmuje 74 gatunki i dużą liczbę mieszańców. Dziko rosną w krajach śródziemnomorskich, w Europie Środkowej i Północnej oraz w zachodniej Azji po Uzbekistan i Afganistan oraz we wschodniej Azji (wschodnie Chiny i Japonia). Są popularnymi roślinami uprawianymi jako ozdobne dla efektownych i pachnących kwiatów. Wyhodowano ponad 10 tysięcy odmian w obrębie rodzaju.

## Morfologia
PokrójByliny, geofity cebulkowe.
KwiatyZwykle pachnące, z przykoronkiem w środku, do czasu rozwinięcia się chronione żółtawą pochwą. Wyrastają pojedynczo, lub po 2–6 na jednej łodydze.
LiścieRównowąskie.

## Systematyka

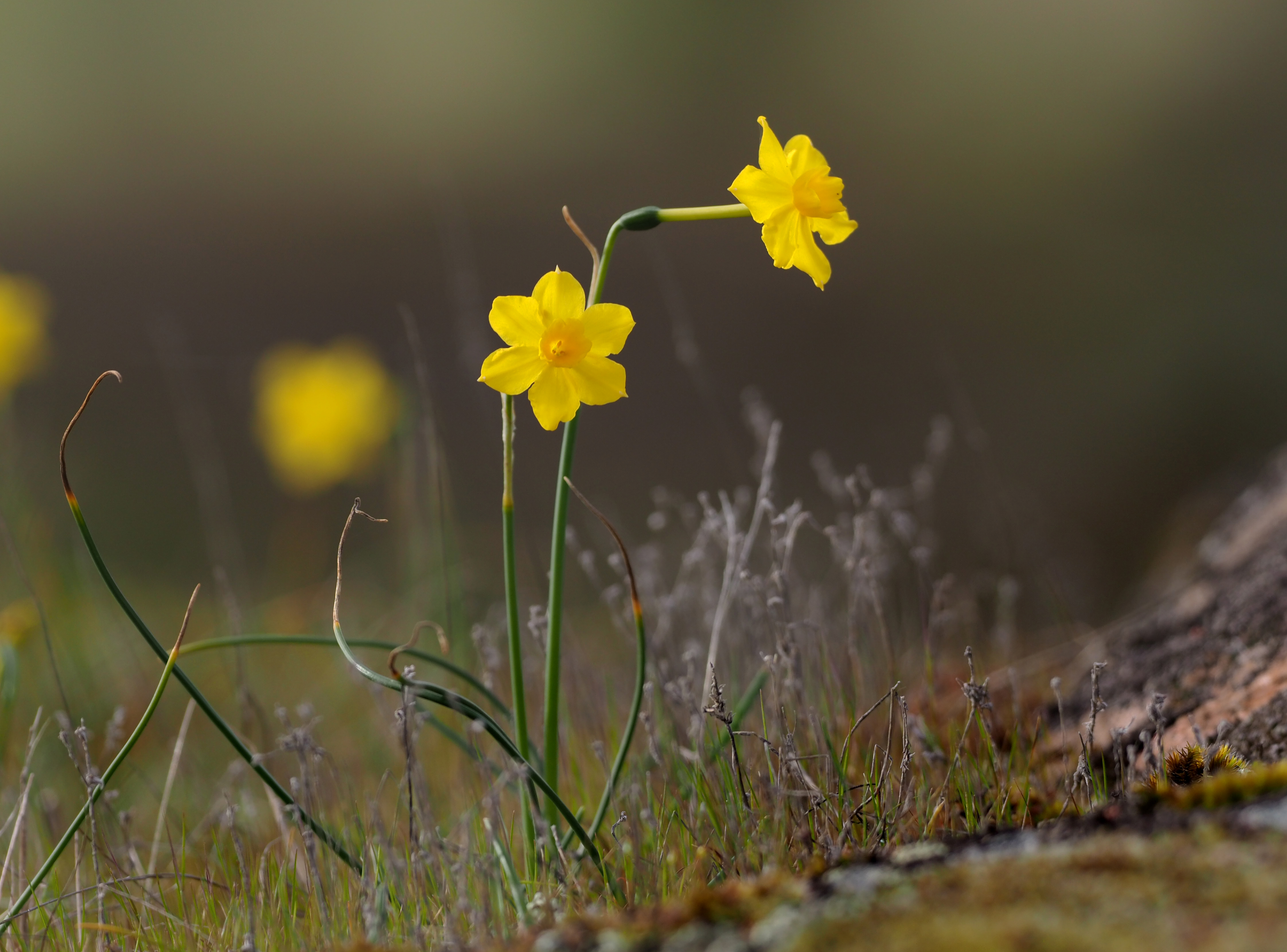
Narcyz żonkil

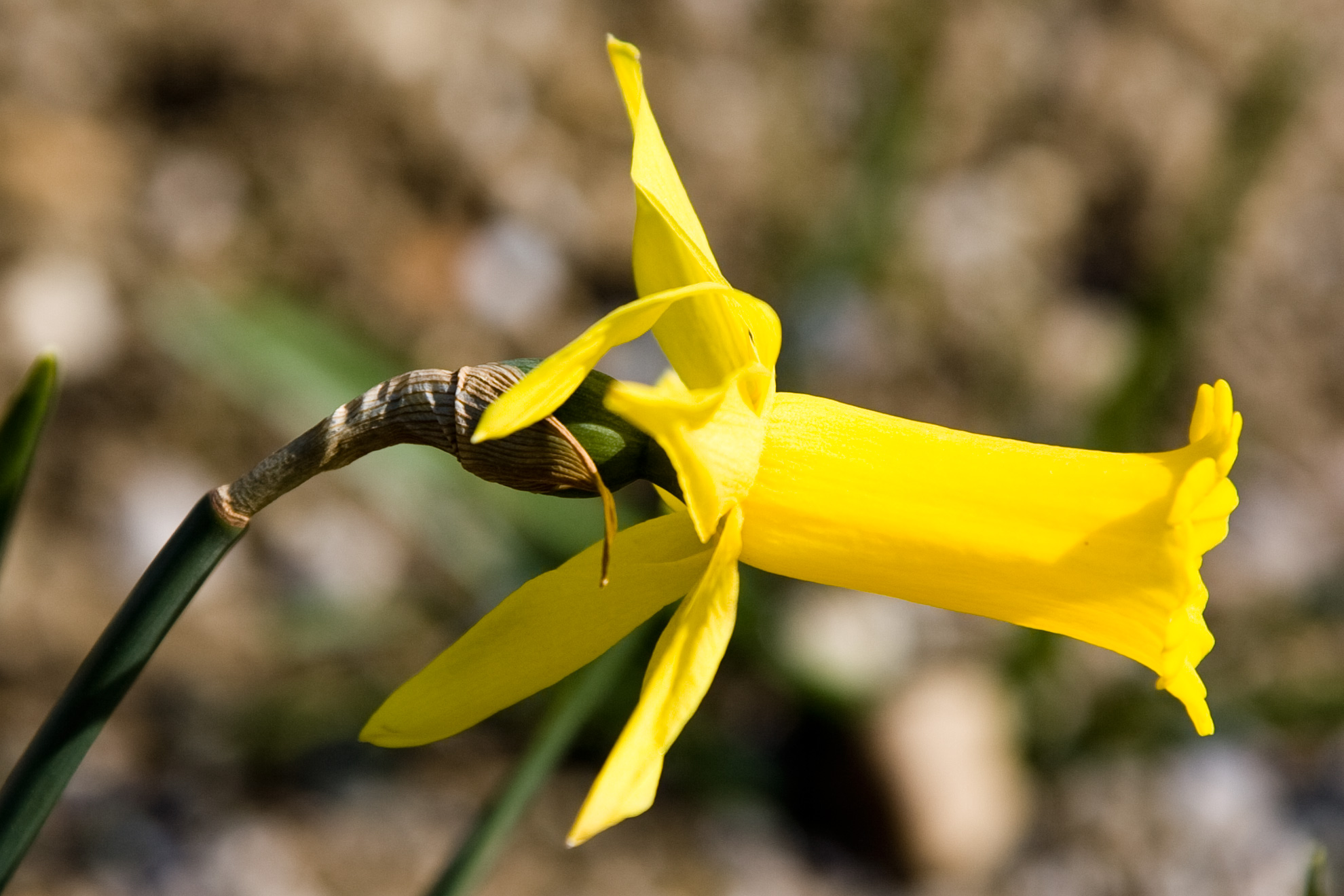
Narcyz cyklamenowaty

Pozycja w systemie APG II (2003) i APW (2001...)
Rodzaj Narcissus należy do rodziny amarylkowatych (Amarylidaceae), która wraz z rodziną czosnkowatych Alliaceae, tworzą grupę siostrzaną dla agapantowatych Agapanhaceae. Wszystkie trzy rodziny stanowią jedną z linii rozwojowych grupy określanej pomocniczo rangą rzędu jako szparagowce Asparagales w obrębie kladu jednoliściennych.
Pozycja rodzaju w systemie Reveala (1993–1999)
Gromada okrytonasienne (Magnoliophyta Cronquist), podgromada Magnoliophytina Frohne & U. Jensen ex Reveal, klasa jednoliścienne (Liliopsida Brongn.), podklasa liliowe (Liliidae J.H. Schaffn.), nadrząd Lilianae Takht., rząd amarylkowce (Amaryllidales Bromhead), rodzina amarylkowate (Amaryllidaceae J. St.-Hil.), podrodzina Narcissoideae Haw. in Sweet, plemię Narcisseae Lam. & DC., podplemię Narcissinae Pax in Engl. & Prantl., rodzaj narcyz (Narcissus L.).
Wykaz gatunków
- Narcissus × abilioi Fern.Casas
- Narcissus abscissus (Haw.) Schult. & Schult.f.
- Narcissus albicans (Haw.) Spreng.
- Narcissus albimarginatus D.Müll.-Doblies & U.Müll.-Doblies
- Narcissus alcaracensis S.Ríos, D.Rivera, Alcaraz & Obón
- Narcissus alcobacensis A.Fern. ex Fern.Casas
- Narcissus × alejandrei Fern.Casas
- Narcissus × alentejanus Fern.Casas
- Narcissus × alleniae Donn.-Morg.
- Narcissus × aloysii-villarii Fern.Casas
- Narcissus × andujarensis Hervás, Patino, Solís & Urrutia
- Narcissus assoanus Dufour ex Schult. & Schult.f. – narcyz assoański
- Narcissus atlanticus Stern
- Narcissus × backhousei Baker
- Narcissus × bakeri K.Richt.
- Narcissus bellirius Fridl.
- Narcissus bertolonii Parl.
- Narcissus bicolor L.
- Narcissus × boutignyanus Philippe
- Narcissus × brevitubulosus A.Fern.
- Narcissus broussonetii Lag.
- Narcissus bujei (Fern.Casas) Fern.Casas
- Narcissus bulbocodium L. – narcyz łuskowaty
- Narcissus × buxtonii K.Richt.
- Narcissus calcicola Mendonça
- Narcissus cantabricus DC.
- Narcissus × caramulensis P.Ribeiro, Paiva & H.Freitas
- Narcissus × cardonae Lloret & Fern.Casas
- Narcissus × carringtonii Rozeira
- Narcissus cavanillesii Barra & G.López
- Narcissus × cazorlanus Fern.Casas
- Narcissus × chevassutii Fern.Casas
- Narcissus × cofinyalensis Uribe-Ech. & Urrutia
- Narcissus × compressus Haw.
- Narcissus confusus Pugsley
- Narcissus × consolationis Fern.Casas
- Narcissus × corcyrensis (Herb.) Nyman
- Narcissus cordubensis Fern.Casas
- Narcissus cuatrecasasii Fern.Casas, M.Laínz & Ruíz Rejón
- Narcissus cuneiflorus (Salisb. ex Haw.) Link
- Narcissus cyclamineus DC. – narcyz cyklamenowaty
- Narcissus × dezanus García Mart. & Silva Pando
- Narcissus dubius Gouan – narcyz wątpliwy
- Narcissus × egabrensis J.López-Tirado
- Narcissus flavus Lag.
- Narcissus × fosteri Lynch
- Narcissus gaditanus Boiss. & Reut.
- Narcissus × galaicus González, Patino, Solís & Urrutia
- Narcissus gallaecicus Fern.Casas
- Narcissus × gatensis J.F.Álvarez, Castro Prig., P.Gómez-Murillo & Áng.Sánchez
- Narcissus × georgemawii Fern.Casas
- Narcissus gigas (Haw.) Steud.
- Narcissus grandae Áng.Sánchez, J.F.Álvarez, Castro Prig., Crystal, P.Gómez-Mur
- Narcissus × gredensis Fern.Casas
- Narcissus × hannibalis A.Fern.
- Narcissus hedraeanthus (Webb & Heldr.) Colmeiro
- Narcissus × hervasii Barra & Ureña
- Narcissus hesperidis Fern.Casas
- Narcissus hispanicus Gouan
- Narcissus × incomparabilis Mill. – narcyz niezrównany
- Narcissus jacetanus Fern.Casas
- Narcissus jacquemoudii Fern.Casas
- Narcissus jeanmonodii Fern.Casas
- Narcissus jonquilla L. – narcyz żonkil, żonkil
- Narcissus × juanae Fern.Casas
- Narcissus × kirchnerianus P.Escobar
- Narcissus × koshinomurae Fern.Casas
- Narcissus leonensis Pugsley
- Narcissus × libarensis Sánchez García & Mart.Ort.
- Narcissus × litigiosus Amo
- Narcissus macrolobus (Jord.) Pugsley
- Narcissus × maginae Fern.Casas & Susanna
- Narcissus × magnenii Rouy
- Narcissus magniobesus Fern.Casas
- Narcissus × mariae-angelorum Fern.Casas
- Narcissus × maroccanus Fern.Casas
- Narcissus marvieri Jahand. & Maire
- Narcissus matiasii Fern.Casas
- Narcissus × medioluteus Mill. – narcyz żółtawy
- Narcissus miniatus Donn.-Morg., Koop. & Zonn.
- Narcissus minor L. – narcyz drobny
- Narcissus moleroi Fern.Casas
- Narcissus moschatus L.
- Narcissus × munozii-alvarezii J.López-Tirado
- Narcissus munozii-garmendiae Fern.Casas
- Narcissus × neocarpetanus Rivas Ponce, C.Soriano & Fern.Casas
- Narcissus nevadensis Pugsley
- Narcissus nobilis (Haw.) Schult. & Schult.f. – narcyz szlachetny
- Narcissus × nutans Haw.
- Narcissus obesus Salisb.
- Narcissus obsoletus (Haw.) Spach
- Narcissus × odorus L. – narcyz pachnący
- Narcissus × oiarbidei Fern.Casas & Uribe-Ech.
- Narcissus × olivensis Fern.Casas & Florencio
- Narcissus pachybolbus Durieu
- Narcissus × palentinus Fern.Casas
- Narcissus pallidiflorus Pugsley
- Narcissus papyraceus Ker Gawl.
- Narcissus × parautensis Fern.Casas & P.Gómez-Murillo
- Narcissus × perangustus Fern.Casas
- Narcissus × perezlarae Font Quer
- Narcissus peroccidentalis Fern.Casas
- Narcissus × petri-mariae Fern.Casas
- Narcissus × poculiformis Salisb.
- Narcissus poeticus L. – narcyz biały, n. wonny
- Narcissus × ponsii-sorollae Fern.Casas
- Narcissus portensis Pugsley
- Narcissus portomosensis A.Fern. ex Fern.Casas
- Narcissus primigenius (Fern.Suárez ex M.Laínz) Fern.Casas & M.Laínz
- Narcissus pseudonarcissus L. – narcyz trąbkowy
- Narcissus × pugsleyi Fern.Casas
- Narcissus × pujolii Font Quer
- Narcissus × pyrenaicus Dorda, Rivas Ponce & Fern.Casas
- Narcissus × rafaelii Patino & Uribe-Ech.
- Narcissus × repulloi J.López-Tirado
- Narcissus × richardianus P.Escobar
- Narcissus × rogendorfii Batt. & Trab.
- Narcissus romieuxii Braun-Blanq. & Maire – narcyz Romieuxa
- Narcissus × romoi Fern.Casas
- Narcissus rupicola Dufour – narcyz skalny
- Narcissus × rupidulus Fern.Casas & Susanna
- Narcissus salmonii Fern.Casas
- Narcissus saltuum Fern.Casas
- Narcissus scaberulus Henriq.
- Narcissus segurensis S.Ríos, D.Rivera, Alcaraz & Obón
- Narcissus serotinus L.
- Narcissus × sexitanus Fern.Casas
- Narcissus × somedanus Fern.Casado, Nava & Suárez Pérez
- Narcissus supramontanus Arrigoni
- Narcissus tazetta L. – narcyz Tezetta, n wielokwiatowy
- Narcissus × tenuior Curtis
- Narcissus tortifolius Fern.Casas
- Narcissus triandrus L. – narcyz trzypręcikowy
- Narcissus × trianoi J.López-Tirado
- Narcissus × trilobus L.
- Narcissus × tuckeri Barra & G.López
- Narcissus × turrensis Tucker ex De Bellard & Hervás
- Narcissus × urrutiae Fern.Casas & Uribe-Ech.
- Narcissus vilchezii P.Gómez-Murillo & Hervás
- Narcissus × villasrubiensis González, Patino, Solís & Urrutia
- Narcissus viridiflorus Schousb. – narcyz zielonokwiatowy
- Narcissus vitekii P.Escobar
- Narcissus watieri Maire
- Narcissus × weickertii Sánchez Gullón & Castro Prig.
- Narcissus willkommii (Samp.) A.Fern.
- Narcissus × xanthochlorus Fern.Casas
- Narcissus × xaverii Nava & Fern.Casado
- Narcissus yepesii S.Ríos, D.Rivera, Alcaraz & Obón

## Zastosowanie
Rośliny ozdobne – są uprawiane w ogrodach, na kwietnikach lub przyspieszane w okresie jesienno-zimowym pod osłonami, na kwiaty cięte. Należy mieć na uwadze fakt, iż cięte narcyzy przyśpieszają więdnięcie innych kwiatów, wydzielając lepki, szkodliwy dla innych roślin sok.
Gatunki uprawiane w Polsce
- narcyz biały, n. wonny (Narcissus poeticus L.) – o kwiatach białych, z krótkim, czerwonym przykoronkiem,
- narcyz cyklamenowaty (Narcissus cyclamineus DC. ex Redouté)
- narcyz łuskowaty (Narcissus bulbocodium L.) – niewysoki, o długim, lejkowatym przykoronku,
- narcyz niezrównany (Narcissus incomparabilis Mill.)
- narcyz sitowaty (Narcissus juncifolius Lag.)
- narcyz trąbkowy (Narcissus pseudonarcissus L.) – o kwiatach żółtych, z długim przykoronkiem (trąbką), niewłaściwie zw. żonkilami,
- narcyz trzypręcikowy (Narcissus triandrus L.)
- narcyz wielokwiatowy (Narcissus tazetta L.)
- narcyz żonkil, żonkil (Narcissus jonquilla L.) – gatunek wielokwiatowy (o 2–6 kwiatach na jednym pędzie), o kwiatach żółtych i z żółtym przykoronkiem.

Poza wymienionymi gatunkami botanicznymi uprawianych jest w sumie ponad 10 tys. odmian uprawnych różniących się m.in. wielkością, kształtem, barwą i wypełnieniem kwiatów. Wiele z nich powstało w wyniku krzyżowania różnych gatunków narcyzów i ich pochodzenia obecnie nie da się już ustalić, obejmowane są wspólną nazwą Narcissus spp. Ogrodnicy klasyfikują wszystkie narcyzy w 12 grupach:
- Grupa 1. Narcyzy trąbkowe
- Grupa 2. Narcyzy wielkoprzykoronkowe
- Grupa 3. Narcyzy drobnoprzykoronkowe
- Grupa 4. Narcyzy pełne
- Grupa 5. Mieszańce triandrus
- Grupa 6. Mieszańce cyclamineus
- Grupa 7. Mieszańce jonquilla
- Grupa 8. Mieszańce tazetta
- Grupa 9. Mieszańce poeticus
- Grupa 10. Dziko rosnące gatunki i pierwsze mieszańce międzygatunkowe
- Grupa 11. Narcyzy o rozszczepionym przykoronku
- Grupa 12. Pozostałe gatunki i odmiany

Choroby
- wirusowe: czekoladowa plamistość liści narcyza, mozaika wierzchołków liści narcyza, ostra smugowatość narcyza, późna mozaika narcyza, srebrzystość liści narcyza, srebrzystość wierzchołków liści narcyza, żółta pasiastość narcyza;
- bakteryjne: miękka zgnilizna narcyza;
- wywołane przez lęgniowce i grzyby: czarna zgnilizna narcyza, fuzarioza narcyza, plamistość liści narcyza, szara pleśń narcyza, szara zgnilizna narcyza, zgnilizna cebul narcyza, zgorzel korzeni narcyza[13].

## Obecność w kulturze i symbolice
W mitologii greckiej występował młodzieniec niezwykłej urody o imieniu Narcyz (Narcissus, Narkissos). Był synem boga rzecznego Kefisosa i nimfy Liriope. Nie chciał odwzajemnić uczuć nimfy Echo, wobec czego Nemezis ukarała go miłością do własnego odbicia w tafli wody. Narcyz zmarł z niezaspokojonej tęsknoty i po śmierci na jego grobie wyrósł piękny kwiat nazwany później jego imieniem. Narcyz był również kwiatem, który bogini Persefona zerwała przed porwaniem przez boga podziemi, Hadesa. Według Jana Parandowskiego narcyzy są poświęcone bóstwom podziemnym. W Biblii narcyz wymieniony jest dwukrotnie: w Księdze Izajasza (35,1–2) oraz w Pieśni nad Pieśniami (2,1).